# بيتا (حرف)
بيتا (باليونانية: βῆτα)‏ هو الحرف الثاني في الأبجدية الإغريقية، يأخذ الحرف شكلين، الكبير (Β) والصغير (β).